# 1677 en arts plastiques
| Années des arts plastiques : 1674 - 1675 - 1676 - 1677 - 1678 - 1679 - 1680    |
| Décennies des arts plastiques : 1640 - 1650 - 1660 - 1670 - 1680 - 1690 - 1700 |

Cette page concerne l'année 1677 en arts plastiques.

## Naissances
- 10 juin : Jean Raoux, peintre français († 10 février 1734),
- 16 décembre : Lorenzo del Moro, peintre italien († 16 juillet 1735),
- ? :
  - Lucia Casalini, peintre italienne († 3 mai 1762),
  - Antonio Dardani, peintre baroque italien  († 1735),
  - Louis Du Guernier, graveur français († 19 décembre 1716).

## Décès
- 9 février : Giacomo Alboresi, peintre italien  (° 1632),
- 16 mars : Evaristo Baschenis, peintre baroque italien de l’école vénitienne (° 7 décembre 1617),
- vers le 19 mars : Anthonie van Borssom, peintre et graveur néerlandais (° vers 1630-1631),
- 20 avril : Mathieu Le Nain, peintre français (° 1607),
- 25 mars : Wenceslas Hollar, dessinateur et graveur originaire de Bohême (° 13 juillet 1607),
- 25 juin : Clement De Jonghe, graveur, éditeur et marchand d'estampes néerlandais (° 1624),
- 28 août : Wallerant Vaillant, peintre et graveur néerlandais (° 30 mai 1623),
- Pieter Duyfhuysen, peintre néerlandais (° 1608),